# Phrynosoma coronatum
Phrynosoma coronatum är en ödleart som beskrevs av  Henri Marie Ducrotay de Blainville 1835. Phrynosoma coronatum ingår i släktet paddleguaner och familjen Phrynosomatidae. IUCN kategoriserar arten globalt som livskraftig.
Denna paddleguan förekommer i Kalifornien och på halvön Baja California i Mexiko samt på några mindre öar i närheten. Det förekom olika försök att introducera arten i Hawaii, Guatemala, Colombia och längre norrut vid USA:s västkust men dessa populationer överlevde inte. Phrynosoma coronatum vistas i låglandet och i bergstrakter upp till 2400 meter över havet. Den kan anpassa sig till olika landskap som buskskogar, lövskogar, barrskogar och gräsmarker. Arten är vanligast i sandiga områden med många myror. Den gräver sina underjordiska bon vanligen själv. Även äggen göms i jordhålor.

## Underarter
Arten delas in i följande underarter:
- P. c. coronatum
- P. c. frontale
- P. c. jamesi
- P. c. schmidti